# Temelín
Temelín är en ort i Tjeckien.   Den ligger i regionen Södra Böhmen, i den centrala delen av landet, 100 km söder om huvudstaden Prag. Temelín ligger 485 meter över havet och antalet invånare är 766.
Terrängen runt Temelín är huvudsakligen platt, men åt nordväst är den kuperad.Runt Temelín är det ganska glesbefolkat, med 25 invånare per kvadratkilometer. Närmaste större samhälle är Písek, 19,5 km nordväst om Temelín. Trakten runt Temelín består till största delen av jordbruksmark.